# Pontrieux Comunitat
Pontrieux Comunauté (en bretó Kumuniezh kumunioù an Trev) és una antiga estructura intercomunal francesa, situada al departament del Costes d'Armor a la regió Bretanya, al País de Guingamp. Té una extensió de 96,63 kilòmetres quadrats i una població de 5.836 habitants (2008). Va existir de 1992 a 2016.

## Composició
Agrupa 7 comunes :
- Brélidy
- Ploëzal
- Plouëc-du-Trieux
- Pontrieux
- Quemper-Guézennec
- Runan
- Saint-Clet

## Història
El 1992 es crea la Comunitat de comunes del Trieux, modifica el seu nom a Pontrieux en 2010. Es va dissoldre el 31 de desembre de 2016.